# 大日本帝国憲法第37条
大日本帝国憲法第37条（だいにほん/だいにっぽん ていこくけんぽう だい37じょう）は、大日本帝国憲法第3章にある。

## 現代風の表記
全ての法律は、帝国議会の協賛を経ることを要する。